# ウェブスター郡 (ネブラスカ州)
ウェブスター郡（ウェブスターぐん、Webster County）はアメリカ合衆国ネブラスカ州に位置する郡である。2000年現在、人口は4,061人である。ここの郡庁所在地はレッドクラウドである。

## 地理
アメリカ合衆国統計局によると、この郡は総面積1,489 km2 (575 mi2) である。このうち1,489 km2 (575 mi2) が陸地で0 km2 (0 mi2) が水地域である。総面積の0.02%が水地域となっている。

### 隣接する郡
- ナッコルズ郡 - (東)
- カンザス州ジュエル郡 - (南東)
- カンザス州スミス郡 - (南西)
- フランクリン郡 - (西)
- アダムズ郡 - (北)

## 人口動勢
2000年現在の国勢調査で、この郡は人口4,061人、1,708世帯、及び1,118家族が暮らしている。人口密度は3/km2 (7/mi2) である。1/km2 (3/mi2) の平均的な密度に1,972軒の住居が建っている。この郡の人種的構成は白人98.10%、アフリカン・アメリカン0.15%、先住民0.27%、アジア0.47%、太平洋諸島系0.07%、その他の人種0.22%、及び混血0.71%である。人口の0.54%がヒスパニックまたはラテン系である。
この郡内の住民は23.60%が18歳未満の未成年、18歳以上24歳以下が4.60%、25歳以上44歳以下が22.90%、45歳以上64歳以下が24.60%、及び65歳以上が24.30%にわたっている。中央値年齢は44歳である。女性100人ごとに対して男性は92.70人である。18歳以上の女性100人ごとに対して男性は91.60人である。
この郡の世帯ごとの平均的な収入は30,026米ドルであり、家族ごとの平均的な収入は36,513米ドルである。男性は26,555米ドルに対して女性は18,480米ドルの平均的な収入がある。この郡の一人当たりの収入 (per capita income) は16,802米ドルである。人口の11.20%及び家族の7.70%は貧困線以下である。全人口のうち18歳未満の13.50%及び65歳以上の10.50%は貧困線以下の生活を送っている。

## 都市及び村
- Bladen
- ブルーヒル (Blue Hill)
- Cowles
- ガイドロック (Guide Rock)
- レッドクラウド (Red Cloud)

1. ↑   Find a County, National Association of Counties 2011年6月7日閲覧。
2. ↑   American FactFinder, United States Census Bureau 2008年1月31日閲覧。